# میلاد فخرالدینی
میلاد شیخ فخرالدینی (زادهٔ ۵ خرداد ۱۳۶۹) بازیکن فوتبال اهل ایران است که در پست مدافع راست برای باشگاه فوتبال مس رفسنجان در لیگ برتر فوتبال ایران بازی می‌کند.

## دوران باشگاهی

### مس کرمان
میلاد فخرالدینی فوتبال خود را از این تیم آغاز کرده‌است.

### تراکتورسازی تبریز
پس از مصدومیت فردین عابدینی، دفاع راست تراکتور، این باشگاه تصمیم گرفت میلاد شیخ فخرالدینی بازیکن مس کرمان را به عنوان بازیکن سرباز به خدمت گیرد و به سازمان لیگ تعهد داد تا مسئله سربازی این بازیکن را حل کند.

### استقلال تهران
وی پس از گذراندن دوران خدمت سربازی در تیم تراکتور ، به تیم استقلال تهران پیوست.

### نفت تهران
او با عقد قرار دادی ۱ ساله در لیگ شانزدهم از تیم استقلال تهران به نفت تهران پیوست.

### گسترش فولاد تبریز
وی پس از جدایی از نفت تهران، با قراردادی ۱ ساله به تیم گسترش فولاد تبریز پیوست اما مصدومیت‌های متوالی باعث شد که این بازیکن نیمکت نشین شده و سرانجام قرارداد خود را با این باشگاه تبریزی فسخ کند.

### ذوب آهن اصفهان
فخرالدینی پس از جدایی از گسترش فولاد در نیم فصل نقل و انتقالاتی ۲۰۱۷–۲۰۱۸، به تیم ذوب آهن اصفهان پیوست.

### تراکتورسازی تبریز
وی پس از جدایی و فسخ قرارداد با تیم ذوب آهن در نیم فصل نقل و انتقالاتی ۲۰۱۹–۲۰۲۰، با قراردادی ۱/۵ ساله به تیم تراکتور پیوست.وی سابقهٔ پوشیدن پیراهن تراکتور را در فصل ۲۰۱۲–۲۰۱۴ به عنوان «بازیکن سرباز» داشت.

### استقلال تهران
فخرالدینی در نیم فصل دوم ۱۴۰۲ با فسخ قرارداد با باشگاه آلومینیوم اراک بار دیگر به استقلال بازگشت. اما پس از حضوری نچندان خوب قراردادش را فسخ کرد و راهی شمس آذر قزوین شد.

### شمس آذر قزوین
میلاد فخرالدینی در ۲۶ مرداد ۱۴۰۳ با قراردادی ۱ ساله به تیم شمس آذر قزوین پیوست. وی در نخستین بازی خود برای شمس آذر در قزوین در مقابل استقلال به میدان رفت.

### گل گهر سیرجان
فخرالدینی در دی ۱۴۰۳ با قراردادی به مدت نیم فصل به گل‌گهر  پیوست.

## آمار باشگاهی
| عملکرد            | عملکرد            | عملکرد            | لیگ      | لیگ      | جام      | جام      | قاره‌ای | قاره‌ای | سوپرجام + سایر | سوپرجام + سایر | مجموع | مجموع |
| فصل               | باشگاه            | لیگ               | بازی     | گل       | بازی     | گل       | بازی   | گل     | بازی           | گل             | بازی  | گل    |
| —                 | —                 | —                 | لیگ برتر | لیگ برتر | جام حذفی | جام حذفی | آسیا   | آسیا   | دیگر           | دیگر           | مجموع | مجموع |
| ----------------- | ----------------- | ----------------- | -------- | -------- | -------- | -------- | ------ | ------ | -------------- | -------------- | ----- | ----- |
| ۲۰۰۹–۲۰۱۰         | مس کرمان          | لیگ برتر          | ۳        | ۰        | ۰        | ۰        | ۶      | ۰      | –              | –              | ۹     | ۰     |
| ۲۰۱۰–۲۰۱۱         | مس کرمان          | لیگ برتر          | ۲۸       | ۲        | ۰        | ۰        | –      | –      | –              | –              | ۲۸    | ۲     |
| ۲۰۱۱–۲۰۱۲         | مس کرمان          | لیگ برتر          | ۱۶       | ۰        | ۰        | ۰        | –      | –      | –              | –              | ۱۶    | ۰     |
| مجموع مس کرمان    | مجموع مس کرمان    | مجموع مس کرمان    | ۴۷       | ۲        | ۰        | ۰        | ۶      | ۰      | –              | –              | ۵۳    | ۲     |
| ۲۰۱۱–۲۰۱۲         | تراکتور           | لیگ برتر          | ۱۵       | ۰        | ۰        | ۰        | –      | –      | –              | –              | ۱۵    | ۰     |
| ۲۰۱۲–۲۰۱۳         | تراکتور           | لیگ برتر          | ۲۰       | ۱        | ۱        | ۰        | ۰      | ۰      | –              | –              | ۲۱    | ۱     |
| ۲۰۱۳–۲۰۱۴         | تراکتور           | لیگ برتر          | ۱۹       | ۰        | ۲        | ۰        | ۵      | ۱      | –              | –              | ۲۶    | ۱     |
| ۲۰۲۰–۲۰۲۱         | تراکتور           | لیگ برتر          | ۲۶       | ۲        | ۱        | ۰        | ۶      | ۰      | ۱              | ۰              | ۳۴    | ۲     |
| مجموع تراکتور     | مجموع تراکتور     | مجموع تراکتور     | ۸۰       | ۳        | ۴        | ۰        | ۱۱     | ۱      | ۱              | ۰              | ۹۶    | ۴     |
| ۲۰۱۴–۲۰۱۵         | استقلال           | لیگ برتر          | ۲۵       | ۱        | ۳        | ۰        | ۰      | ۰      | –              | –              | ۲۸    | ۱     |
| ۲۰۱۵–۲۰۱۶         | استقلال           | لیگ برتر          | ۲۳       | ۱        | ۴        | ۱        | ۰      | ۰      | –              | –              | ۲۷    | ۲     |
| ۲۰۲۳–۲۰۲۴         | استقلال           | لیگ برتر          | ۸        | ۰        | ۱        | ۰        | –      | –      | –              | –              | ۹     | ۰     |
| مجموع استقلال     | مجموع استقلال     | مجموع استقلال     | ۵۶       | ۲        | ۸        | ۱        | ۰      | ۰      | –              | –              | ۶۴    | ۳     |
| ۲۰۱۶–۲۰۱۷         | نفت تهران         | لیگ برتر          | ۲۳       | ۱        | ۴        | ۱        | ۰      | ۰      | –              | –              | ۲۷    | ۲     |
| مجموع نفت تهران   | مجموع نفت تهران   | مجموع نفت تهران   | ۲۳       | ۱        | ۴        | ۱        | ۰      | ۰      | –              | –              | ۲۷    | ۲     |
| ۲۰۱۷–۲۰۱۸         | گسترش فولاد       | لیگ برتر          | ۸        | ۲        | ۱        | ۰        | –      | –      | –              | –              | ۹     | ۲     |
| مجموع گسترش فولاد | مجموع گسترش فولاد | مجموع گسترش فولاد | ۸        | ۲        | ۱        | ۰        | –      | –      | –              | –              | ۹     | ۲     |
| ۲۰۱۷–۲۰۱۸         | ذوب آهن           | لیگ برتر          | ۱۴       | ۴        | ۰        | ۰        | ۹      | ۰      | –              | –              | ۲۳    | ۴     |
| ۲۰۱۸–۲۰۱۹         | ذوب آهن           | لیگ برتر          | ۲۴       | ۰        | ۱        | ۰        | ۹      | ۰      | –              | –              | ۳۴    | ۰     |
| ۲۰۱۹–۲۰۲۰         | ذوب آهن           | لیگ برتر          | ۹        | ۱        | ۲        | ۰        | –      | –      | –              | –              | ۱۱    | ۱     |
| مجموع ذوب‌آهن      | مجموع ذوب‌آهن      | مجموع ذوب‌آهن      | ۴۷       | ۵        | ۳        | ۰        | ۱۸     | ۰      | –              | –              | ۶۸    | ۵     |
| ۲۰۲۱–۲۰۲۲         | آلومینیوم         | لیگ برتر          | ۲۷       | ۱        | ۵        | ۱        | –      | –      | –              | –              | ۳۲    | ۲     |
| ۲۰۲۲–۲۰۲۳         | آلومینیوم         | لیگ برتر          | ۲۷       | ۱        | ۲        | ۰        | –      | –      | –              | –              | ۲۹    | ۱     |
| ۲۰۲۳–۲۰۲۴         | آلومینیوم         | لیگ برتر          | ۱۳       | ۲        | ۰        | ۰        | –      | –      | –              | –              | ۱۳    | ۲     |
| مجموع آلومینیوم   | مجموع آلومینیوم   | مجموع آلومینیوم   | ۶۷       | ۴        | ۷        | ۱        | –      | –      | –              | –              | ۷۴    | ۵     |
| مجموع آمار        | مجموع آمار        | مجموع آمار        | ۳۲۸      | ۱۹       | ۲۷       | ۳        | ۳۵     | ۱      | ۱              | ۰              | ۳۹۱   | ۲۳    |

- آمار پاس گل

| فصل       | تیم       | پاس گل |
| --------- | --------- | ------ |
| ۲۰۱۴–۲۰۱۵ | استقلال   | ۲      |
| ۲۰۱۵–۲۰۱۶ | استقلال   | ۲      |
| ۲۰۱۹–۲۰۲۰ | تراکتور   | ۱      |
| ۲۰۲۱–۲۰۲۲ | آلومینیوم | ۱      |
| ۲۰۲۲–۲۰۲۳ | آلومینیوم | ۰      |
| ۲۰۲۳–۲۰۲۴ | آلومینیوم | ۲      |
| ۲۰۲۳–۲۰۲۴ | استقلال   | ۰      |
| مجموع     | مجموع     | ۸      |

## افتخارات

### تراکتور
- نایب قهرمانی لیگ برتر خلیج فارس (۲): ۹۱–۱۳۹۰، ۹۲–۱۳۹۱

- قهرمانی جام حذفی فوتبال ایران (۲): ۹۳–۱۳۹۲، ۹۹–۱۳۹۸

### ذوب‌آهن
- نایب قهرمانی لیگ برتر خلیج فارس (۱): ۹۷–۱۳۹۶

### نفت تهران
- قهرمانی جام حذفی فوتبال ایران (۱): ۹۶–۱۳۹۵

### استقلال
- نایب قهرمانی جام حذفی فوتبال ایران (۱):۹۵–۱۳۹۴

- نایب قهرمانی لیگ برتر خلیج فارس (۱): ۰۳–۱۴۰۲

### آلومینیوم
- نایب قهرمانی جام حذفی فوتبال ایران (۱): ۰۱–۱۴۰۰